# Юстина Соболевська
Юстина Соболевська (пол. Justyna Sobolewska; нар. 1972) – польська письменниця, літературна критик та журналістка тижневика «Політика».

## Життєпис
Дочка  історикині Анни Соболєвської та кінокритика і журналіста Тадеуша Соболевського.
Закінчила Варшавський університет. Працювала в редакціях журналів «Пшекруй» та «Дзеннік».
Авторка книги «Книжка про читання, або решту допиши сам» (2012 р.), співавторка книги «Я мати» (2004 р.) та антології оповідань «Проект чоловік» (2009 р.). Авторка добірки оповідань Корнеля Филиповича «Моя кохана, горда провінція» (2017).
Член журі Центральноєвропейської літературної премії «Анґелюс» та Вроцлавської поетичної нагороди «Сілезіус». Співпрацює з TVP «Культура». Авторка інтерв'ю з українськими письменниками та рецензій українських книжок.
Одружена з істориком Мареком Вєвковським, має двох синів.

## Переклади українською
- Соболевська Юстина. «Книжка про читання». Переклад: Бондар Андрій. Дизайн обкладинки: Гайдучик Назар. «Коротка проза та есеїстика». 2014. ст:160. ISBN 978-617-679-096-9[7]
- Соболевська Юстина. Мирон, Ілля, Корнель: Розповідь про Корнеля Філіповича. — Тернопіль : Крок, 2021. — 448 с. — ISBN 978-617-692-620-7.[8]